# Jérémie Makiese
Jérémie Makiese (franskt uttal: [ʒeʁemi makjese, -eze]; född 15 juni 2000) är en belgisk sångare och fotbollsspelare som blev känd i hemlandet efter att ha vunnit The Voice Belgique 2021. Han representerade Belgien i Eurovision Song Contest 2022 med låten "Miss You".

## Biografi
Makiese föddes i Antwerpen av kongolesiska föräldrar. Som 6 år gammal flyttade han och hans familj till Berchem-Sainte-Agathe, sedan till Dilbeek några år senare och tillbringade sin barndom mellan de två kommunerna, där han lärde sig att tala både nederländska och franska. Han bosatte sig slutligen i Uccle.
Makiese fick upp intresset för att sjunga från sina föräldrar, och började i en kyrkokör vid tidig ålder. Han gick sedan vidare till sånglektioner i skolan, där han deltog i och vann en tävling.

## Karriär

### 2021:The Voice Belgique
Den 12 januari 2021 provspelade Makiese för säsong nio av The Voice Belgique där han framförde Labrinths "Jealous", där alla fyra domare vände på stolen för honom. Han valde till sist att gå med i Beverly Jo Scotts team.
Under duellerna tävlade Makiese mot Astrid Cuylits, där han sjöng Lauren Daigles "You Say", och vann duellen för att ta sig vidare till liveshowerna. Där framförde han James Arthurs "You're Nobody 'til Somebody Loves You". Han räddades av sin coach och gick vidare till nästa omgång. I nästa omgång framförde han Christophe Maés "Ça fait mal", där han räddades av sin coach igen. I följande omgång framförde han "Say Something" och kvalificerade sig för semifinalen, där han framförde Bruno Mars "Leave the Door Open", vilket kvalificerade honom för finalen.
I finalen framförde han tre låtar: "Earth Song", "Revival" (med Beverly Jo Scott), och "Jealous", varav han vann säsongen.

### 2022: Eurovision Song Contest
Den 15 september 2021 meddelade Radio-télévision belge de la Communauté française (RTBF) att de hade internt valt Makiese som representant åt Belgien i Eurovision Song Contest 2022 i Italien. Han deltog med låten "Miss You" och slutade på en 19:e plats i finalen med 64 poäng.

## Artisteri
Makiese har citerat Michael Jackson, Otis Redding, Gregory Porter, James Brown, Bill Withers, Aretha Franklin, samt Damso och Stromae, bland hans inspirationer.

## Andra aktiviteter
Makiese påstås att alltid ha haft ett intresse för fotboll: vid 13 års ålder började han spela som målvakt för BX Bryssel. I september 2021 tecknade han ett ettårskontrakt med Excelsior Virton, efter att ha spelat med Royal Wallonia Walhain.
Efter hans framgång på The Voice Belgique tog Makiese en paus från sina studier i geologi för att fokusera på sina sång- och sportkarriärer.